# 聖保祿德奧利文薩

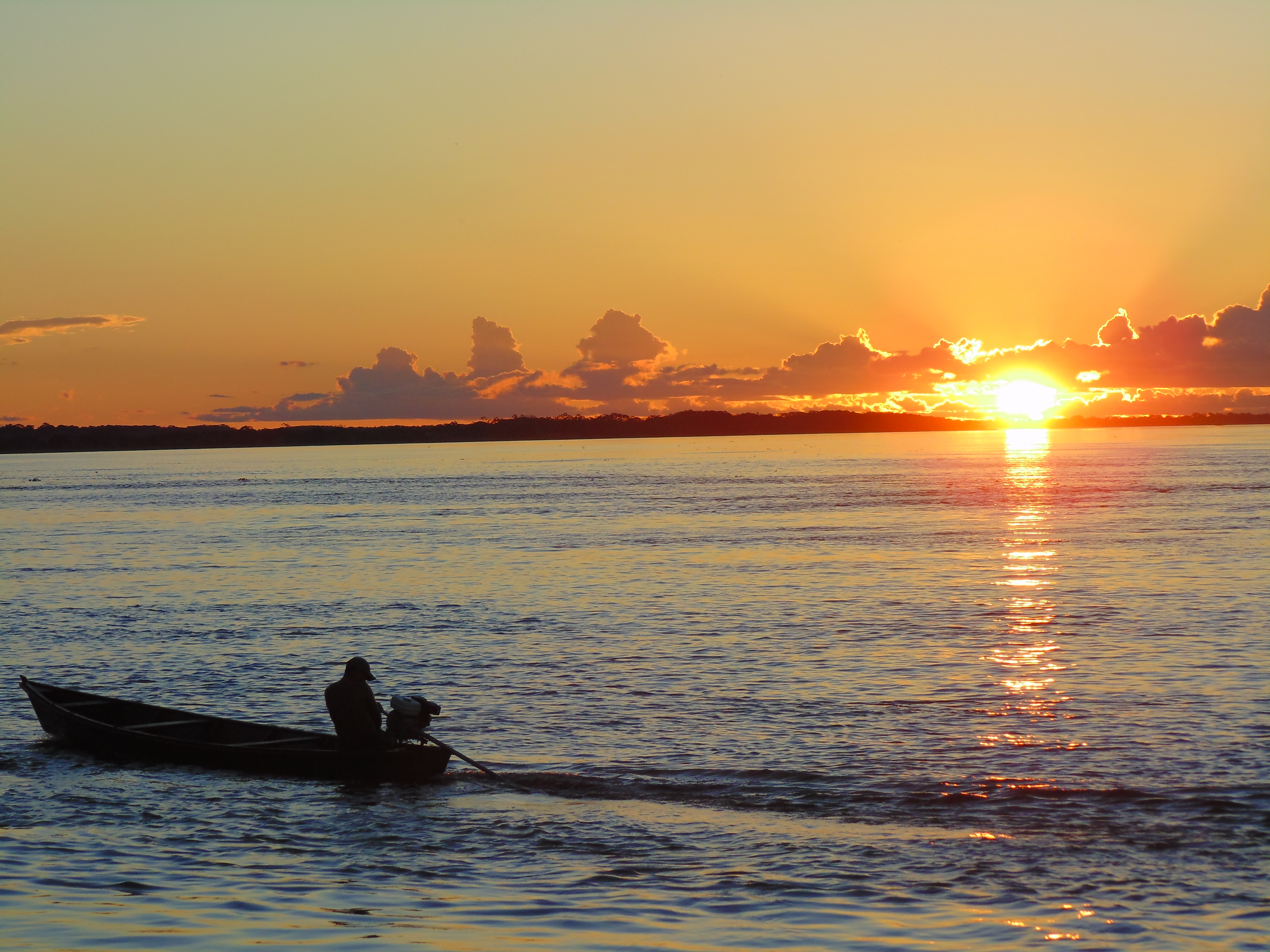
聖保祿德奧利文薩

聖保祿德奧利文薩（葡萄牙語：São Paulo de Olivença）是巴西的城鎮，位於該國北部，由亞馬遜州負責管轄，始建於1882年5月31日，面積19,745平方公里，海拔高度96米，2014年人口35,757，人口密度每平方公里1.81人。
03°27′34″S 68°56′00″W / 3.45944°S 68.93333°W